# Филиппинский филин
Филиппинский филин (лат. Ketupa philippensis) — вид птиц рода рыбные филины. Выделяют два подвида<. Эндемик Филиппин. Филиппинский филин — самая большая сова в стране. 

## Описание
Филиппинский филин достигает длины 40—50 см; длина крыла 35 см. Имеет рыжеватое оперение, светлый живот и жёлтые глаза. Обитают только на Филиппинах в лесах вблизи рек и озёр, на опушках леса у ручьёв. Днём они отдыхают на дереве, а в сумерках охотятся на мелких позвоночных. Мощные лапы птицы позволяют предположить, что он питается мелкими млекопитающими и птицами<. О репродуктивной биологии этих птиц известно немного. Откладывают только одно яйцо. Инкубационный период длится примерно 35 дней. Вырубка лесов и ограниченный ареал являются причиной классификации Международным союзом охраны природы этого вида как «Находящимся в уязвимом положении» (Vulnerable).
Описаны два подвида:
- Ketupa philippensis philippensis — острова Катандуанес и Лусон.
- Ketupa philippensis mindanensis — острова Бохоль, Самар, Минданао и Лейте